# Günter Blobel
Pour les articles homonymes, voir Blobel.
Günter Klaus-Joachim Blobel, né le 21 mai 1936 à Waltersdorf en province de Basse-Silésie et mort le 18 février 2018 à New York (État de New York), est un biologiste germano-américain lauréat du prix Nobel de physiologie ou médecine en 1999.

## Biographie
Günter Blobel a fait ses études de médecine à l'université Eberhard Karl de Tübingen et a obtenu son doctorat de biologie à l'université du Wisconsin à Madison en 1967. Il a ensuite été chercheur post-doctoral à l'université Rockefeller dans le laboratoire de George Emil Palade. Il est Howard Hughes Medical Institute investigator à l'université Rockefeller de New York, aux États-Unis.
En 1999, il a reçu le prix Nobel de physiologie ou médecine pour les processus d'étiquetage et d'adressage intracellulaire des protéines.
Il travaille en collaboration étroite avec le SENS, organisme se fixant de centraliser les informations sur le vieillissement cellulaire comme celui des organismes.
À partir de 2005, il est président du jury du prix L'Oréal-Unesco pour les femmes et la science en science de la vie.

## Prix et distinctions
- 1978 : élection à l'Académie nationale des sciences
- 1982 : prix Gairdner
- 1987 : prix Louisa-Gross-Horwitz de l'université Columbia
- 1993 : prix Albert-Lasker pour la recherche médicale fondamentale
- 1996 : prix du Roi Faisal
- 1999 : prix Nobel de physiologie ou médecine